# Ionela-Livia Cozmiuc
Ionela-Livia Cozmiuc, tidigare Lehaci, född 3 januari 1995, är en rumänsk roddare. 

## Karriär
Cozmiuc tävlade för Rumänien vid olympiska sommarspelen 2016 i Rio de Janeiro, där hon tillsammans med Gianina Beleagă slutade på 8:e plats i lättvikts-dubbelsculler. Vid olympiska sommarspelen 2020 i Tokyo slutade Cozmiuc på 6:e plats tillsammans med Gianina Beleagă i lättvikts-dubbelsculler.
I september 2022 vid VM i Račice tog Cozmiuc guld i lättvikts-singelsculler. I september 2023 vid VM i Belgrad tog hon brons tillsammans med Mariana-Laura Dumitru i lättvikts-dubbelsculler.